# Roverandom
Roverandom ist ein 1998 posthum veröffentlichtes Kinderbuch des englischen Schriftstellers J. R. R. Tolkien. Es ist die Geschichte des kleinen Hundes Rover (von englisch rover ‚Vagabund‘), der in ein Spielzeug verwandelt wird, weil er sich gegenüber einem Zauberer schlecht benommen hat und sich dann auf eine abenteuerliche Reise begibt, um seine Originalgröße wiederzuerlangen. Tolkien verfasste diese Erzählung 1925 für seinen Sohn Michael, um ihn über den Verlust seines Spielzeughundes hinwegzutrösten.
Sie ist neben ihrer direkten Bedeutung als fantasievolles Werk der Kinderliteratur für die Tolkienforschung vor allem durch ihre parallele Entstehung mit dem bekannteren Buch Der Hobbit interessant.

## Werkgeschichte
Roverandom, obwohl erst 1998 und damit 25 Jahre nach dem Tode des Autors veröffentlicht, entstand bereits in der Mitte der 1920er Jahre. Schon früh hatte Tolkien begonnen, seinen Kindern zu den verschiedensten Anlässen kleine Geschichten zu erzählen. Seit 1920 verfasste er zum Beispiel jedes Jahr zum Weihnachtsfest einen Brief vom Weihnachtsmann (später gesammelt erschienen als The Father Christmas letters); bei anderen Gelegenheiten unterhielt er seine Kinder durch die Abenteuer des Schurken Bill Stickers und seines Gegenspielers Major Road Ahead oder erzählte die Geschichte der Stoffpuppe Tom Bombadil, die später in seinem Hauptwerk, Der Herr der Ringe, noch einmal einen kurzen Auftritt haben sollte.
Die Geschichte des Hundes Rover diente einem einzigen Zweck:

“[…] to console a little boy for the loss of his toy dog”

„[…] kleinen Jungen für den Verlust seines Spielzeughundes zu trösten.“

Im September des Jahres 1925 verbrachten die Tolkiens mit ihren drei Söhnen John (acht Jahre), Michael (fünf Jahre) und Christopher (Baby) den Sommerurlaub in der Küstenstadt Filey in Yorkshire. Hier wohnte die Familie in einem Farmhaus mit Blick auf das Meer. Michael besaß einen kleinen Spielzeughund, den er ständig bei sich hatte. Als er an einem Tag mit seinem Vater und seinem älterer Bruder an den Strand ging, legte er sein Spielzeug aus der Hand, um zu spielen. Dabei entfernten sie sich von der Stelle, an der das Spielzeug lag. Als sie zurückkehrten, war der Hund verschwunden. Der Strand bestand aus Kieselsteinen, so dass der kleine weiße Hund mit dem schwarzen Fleckenmuster vor ihren Blicken verborgen blieb. Obwohl sie mehrere Tage nach dem Spielzeug suchten, konnten sie es nicht wiederfinden. Erschwerend kam hinzu, dass ein Sturm über den Küstenstreifen hinwegfegte und eine weitere Suche unmöglich machte. Um Michael aufzuheitern und seinem kleinen Sohn eine nachvollziehbare Erklärung für das Verschwinden zu geben, erfand Tolkien eine Geschichte, in der Rover kein Spielzeug war, sondern ein echter Hund, der von einem wütenden Zauberer in ein Spielzeug verwandelt wurde.
Es ist unklar, wie umfassend die Erzählung ursprünglich war: Tolkien selbst schreibt in der ersten schriftlichen Erwähnung der Geschichte in seinem Tagebuch 1926 davon, dass sie beim Erzählen wuchs, bezieht sich dort aber offenbar auf eine weitere mündliche Version, die er in den Weihnachtsferien 1925/26 vorgetragen haben muss.
Die nächsten Hinweise auf Roverandom finden sich erst wieder 1927; es handelt sich um drei eindeutig auf die Geschichte bezogene Zeichnungen, die Tolkien vermutlich bei einem weiteren Sommerurlaub erstellte. Erst in den Weihnachtsferien 1927/28 entstand zusammen mit einer weiteren Zeichnung vermutlich das erste, noch handschriftliche Manuskript. Es stellt die erste von vier bis heute erhaltenen Textversionen dar, ist allerdings unvollständig, da ein Teil des Anfangs fehlt. Alle drei späteren Textfassungen sind maschinengeschrieben und enthalten zahlreiche Verbesserungen, jedoch keine weitgehenden Abwandlungen des Inhalts mehr. Der Titel Roverandom taucht das erste Mal in Textversion Zwei, dem ersten maschinengeschriebenen Manuskript, auf, zuvor lautete er noch The Adventures of Rover. Textvariante Drei besteht aus lediglich neun Seiten und ist ebenso wie die Vorgängerversion auf herausgerissenen Heftseiten abgefasst, im Gegensatz zu dieser aber in sauberer Schreibweise, woraus heute geschlossen wird, dass Tolkien das Manuskript bereits mit Hinblick auf eine Veröffentlichung anfertigte; nach dem großen Erfolg des Hobbit war er gegen Ende des Jahres 1936, auf welches der Text damit ungefähr datiert werden kann, von seinem Verleger George Allen & Unwin um weitere Kinderbücher gebeten worden, und Tolkien entschied sich, Roverandom zur Begutachtung einzureichen. Das tatsächlich vorgelegte Manuskript war vermutlich Textversion Vier, ein auf sechzig Seiten sauber ausgeschriebenes Schriftstück, das Rayner Unwin, der Sohn des Verlegers, am 7. Januar 1937 als well-written and amusing zur Annahme empfahl. Dazu kam es jedoch nicht mehr, da bei Verlag und Leserschaft der Wunsch nach mehr Hobbitgeschichten immer lauter wurde und sich Tolkien daraufhin daran begab, eine Fortsetzung zu schreiben – ein Unternehmen, das schließlich in seinem Werk Der Herr der Ringe seinen Höhepunkt finden sollte. Roverandom geriet darüber in Vergessenheit.
Erst 1998, 25 Jahre nach dem Tod des Autors und 73 Jahre nach dem ersten Erzählen der Geschichte, wurde das im Nachlass aufgefundene Werk zusammen mit den fünf Zeichnungen aus Tolkiens Hand veröffentlicht. Sowohl die Manuskripte als auch die Originalversionen der Bilder befinden sich heute in der Bodleian Library in Oxford.

## Inhalt
Die Erzählung beginnt damit, dass Rover in einem Garten mit einem gelben Ball spielt. Plötzlich erscheint ein alter Mann über den es heißt:

“He came wandering up the garden-path in a ragged old coat, with an old pipe in his mouth, and an old green hat on his head. [… a] blue
feather stuck in the back of the green hat […]”

„Er kam in einem zerlumpten alten Mantel mit einer alten Pfeife im Mund und einem alten grünen Hut auf dem Kopf den Gartenweg entlang gewandert. [… eine] blaue Feder steckte in der Rückseite des grünen Hutes […]“

Hätte Rover diese Feder gesehen, so hätte er den Mann sofort als Zauberer erkennen müssen, aber er war zu sehr in das Spiel mit seinem Ball vertieft, so dass er sie nicht wahrnahm. Der Alte Mann ist der Zauberer Artaxerxes, der den Ball an sich nimmt, um ihn in eine Orange, einen Knochen oder ein Stück Fleisch für den Hund zu wandeln. Doch Rover knurrt ihn wütend an und verlangt sein Spielzeug zurück. Da beschließt der Zauberer ihn zu necken und steckt den Ball ein. Als ihn nun der kleine Hund ins Hosenbein beißt, wird der alte Mann ärgerlich und verwandelt Rover in einen winzigen Spielzeughund. Durch einen magischen Wind wird er hinweggeweht und findet sich zunächst in einer Kiste wieder. Nach einer Weile wird er herausgenommen und im Schaufenster eines Spielwarenladens ausgestellt. Schließlich wird er verkauft und kommt als Geschenk in die Hände eines kleinen Jungen. Noch zu wütend über seine ungerechte Verwandlung, um sich auf dessen liebevolle Spielereien einzulassen, beschließt er, bei der ersten sich ergebenden Gelegenheit die Flucht zu ergreifen, und tatsächlich fällt er bei einem Spaziergang an einem nur selten von Menschen begangenen Strandabschnitt unbemerkt und nicht ganz unwillig aus dessen Hosentasche. Vor der nahenden Flut durch den Sandzauberer Psamathos Psamathides gerettet, der ihm zwar seine Beweglichkeit, nicht aber seine Größe wiedergeben kann, wird er von diesem auf die Reise zum Mond geschickt, wo der mächtigste aller Zauberer, der „Mann im Mond“, in einem hohen weißen Turm lebt. Eine Seemöwe trägt ihn auf ihrem Rücken über den vom Mondschein auf das Meer gelegten Pfad zu seinem Ziel.

### Auf dem Mond
Dort trifft er neben dem Mann im Mond selbst den geflügelten Mondhund Rover, mit dem er sich bald anfreundet, auch wenn er wegen der Namensgleichheit auf seinen eigenen Namen verzichten und stattdessen den Namen Roverandom annehmen muss.
Durch einen Zauber mit Flügeln ausgestattet, unternimmt er bald mit seinem neuen Freund immer ausgedehntere Streifzüge durch die Mondlandschaft, die von allerlei Getier, darunter 57 Spinnenarten, bewohnt wird. Einer dieser Ausflüge führt die beiden Freunde an den Rand der dunklen Seite des Mondes, wo sich ein uraltes, aschgraues Gebirge auftürmt. Auf der Suche nach Schutz vor einem plötzlich einsetzenden Schneegestöber begeben sie sich in ein gemütlich-warmes Erdloch – nur um bald zu merken, dass dies nur der oberste Ausläufer der Wohnhöhle des großen, weißen Drachen ist. Dieser Drache – wie der Leser erfährt, erst mit dem Aufkommen eines unnatürlichen Appetits auf Drachenschwänze zu König Arthurs Zeiten auf den Mond umgezogen – ist die einzige Kreatur, die es halbwegs mit dem Mann im Mond aufnehmen kann und ihn sogar gelegentlich durch selbstherrliche Mondverdunkelungen verärgert. Einziges Mittel ist für die beiden Freunde die Flucht, doch als der Drache sich auch durch die abgefeuerte Sternschnuppenrakete nicht von der Verfolgung abschrecken lässt, bleibt dem Mann im Mond nichts anderes übrig, als seinen stärksten Zauberspruch aus dem Keller zu holen und auf die ungeschützte Bauchseite des Drachen abzufeuern. Dies hat den gewünschten Effekt – sogar die nächste Mondfinsternis fällt aus, weil der Drache zu sehr damit beschäftigt ist seinen empfindlichen Magen zu kurieren.
Auf Einladung des Mannes im Mond darf Roverandom nun offiziell die andere Seite des Mondes kennenlernen. Dort trifft er in einem abgeschiedenen Garten auf eine Schar singender Kinder, unter denen er auch sein ehemaliges Herrchen erkennt. Die wundersame Welt wurde durch den Mann im Mond erschaffen, doch der Leser erfährt, dass auch die Kinder einen kleinen Teil von zu Hause mitbringen – und sich auch die schwarzen Spinnen nicht immer davon abhalten lassen, den Garten selbstherrlich mitzugestalten. Rover verlebt eine glückliche Zeit mit seinem Herrchen, das jedoch plötzlich verschwindet – Roverandom muss lernen, dass auf der Erde der Morgen angebrochen ist und die Kinder dort aus ihrem Schlaf erwachen.
Auch für Roverandom ist es Zeit, auf die Erde zurückzukehren. Zauberer Artaxerxes hat sich bei einer ihm zuliebe von Psammathos arrangierten Meerjungfern-Party ausgerechnet in die Tochter des Meerkönigs verliebt und hat den Posten des residierenden Ozean-Zauberers angetreten – der Weg für eine Rückkehr nach Hause scheint frei. Dummerweise hatte Artaxerxes seinen stärksten Schutzspruch auf Roverandoms Verwandlung gelegt und nicht einmal Psammathos kann diese nun wieder rückgängig machen; Roverandom bleibt nichts anderes übrig, als Artaxerxes selbst aufzusuchen und um Verzeihung zu bitten.

### Unter dem Meer
In einem von Psammathos herbeigerufenen Wal namens Uin macht er sich auf den Weg zum auf dem Meeresgrund gelegenen Palast des Meerkönigs. Dort findet er Artaxerxes auch sogleich; dieser ist allerdings von sich selbst und seiner neugefundenen Bedeutung so sehr angetan, dass es unter seiner Würde wäre, sich um einen Spielzeughund zu kümmern. Als sich Roverandom daher erst einmal umsieht, trifft er auf einen ehemaligen Schiffshund, der zufällig ebenfalls Rover heißt. Von Artaxerxes auf Geheiß seiner Gattin mit Schwimmflossen ausgestattet erlebt er nun zusammen mit seinem neuen Freund Rover auch unter Wasser zahlreiche kleinere Abenteuer, deren größtes ihn zusammen mit dem Wal Uin vorbei an den verwunschenen Inseln in den äußersten Westen der Welt führt, wo er einen Blick auf die auf einem grünen Hügel gelegene, weiß schimmernde Stadt der Elben erhaschen kann.
Dennoch wird er den Gedanken an sein ehemaliges Herrchen nicht los und unternimmt einen erneuten Versuch, Artaxerxes umzustimmen, der ihn jedoch wiederum zurückweist. Roverandom nimmt sich vor, ihm eine Lektion zu erteilen.
Mittlerweile hat Artaxerxes bemerkt, dass der Titel des amtierenden Ozeanzauberers nicht nur Annehmlichkeiten mit sich bringt. Allerlei Getier treibt im Meer sein Unwesen und nun droht sogar die große Meeresschlange aufzuwachen, die angeblich von einem Ende der Welt zum anderen reicht. Sogar der Mann im Mond war im Umgang mit ihr mit seiner Magie am Ende gewesen (beim letzten Besänftigungsversuch ging ein ganzer Kontinent unter), so dass sich Artaxerxes nur notgedrungen in seinem von sieben Haien gezogenen Gefährt auf den Weg macht, um die Lage zu erkunden. Unerkannt wird er dabei von Roverandom und seinem neuen Freund verfolgt. Als der Zauberer, an der Höhle der Meeresschlange angekommen, gerade unschlüssig das herausragende, riesige Schwanzende inspiziert, beißt Rover aus purer Rachelust einen der Haie in den Schwanz und löst damit ungewollt eine Kettenreaktion aus: Ein Hai nach dem anderen lässt seinen Vordermann seine Zähne spüren, bis schließlich der vorderste Hai mangels Alternative in den Schwanz der großen Meeresschlange beißt.
Die beginnt sich zu bewegen, was einen gewaltigen Unterwasserhurrikan auslöst, der alles und jeden durcheinanderwirbelt, der sich im weiteren Umkreis der Meeresschlange aufhält. Als Roverandom viele Tage und etliche kleinere Abenteuer später wieder am Palast des Meereskönigs anlangt, wird er Zeuge eines massiven Aufruhrs. Noch immer ist das Meer von den Bewegungen der Seeschlange nicht zur Ruhe gekommen, die jetzt (noch schlafend) versucht, ihren eigenen Schwanz in den Mund zu bekommen. Die Tauglichkeit des amtierenden Ozeanzauberers wird von zahlreichen Demonstranten aus dem Meervolk offen in Frage gestellt. Artaxerxes versucht zwar in den nächsten Wochen verzweifelt, ein geeignetes Zaubermittel zu ersinnen; bei der Anwendung zeigt sich jedoch, dass es lediglich dazu führt, dass die Schlange träumt, sie sei von allerlei Krustengetier übersät und werde langsam in einem Vulkan geröstet. Von dieser Vision begreiflicherweise nicht sehr angetan, droht diese halb-wachend, halb-schlafend, vollends aufzuwachen und die ganze Welt in Stücke zu schlagen, sollte der inkompetente Meereszauberer nicht endlich mit seinen unsinnigen Zaubersprüchen aufhören.
Artaxerxes hat nun endgültig sämtliche Sympathien beim Meervolk verspielt und macht sich infolgedessen mitsamt seiner Frau auf, die See zu verlassen. Roverandom, der immer noch gerne den kleinen Jungen wiedersehen möchte, begleitet ihn dabei und bittet Artaxerxes an Land angekommen um die Rückverwandlung. Dieser ist daraufhin so gerührt, dass überhaupt noch jemand Vertrauen in seine Zauberkünste hat, dass er diesen Wunsch gerne erfüllt. So kommt es, dass Roverandom sich auf den Heimweg zu dem kleinen Jungen machen kann und bald glücklich mit diesem vereint ist – Artaxerxes aber hängt die Zauberei endgültig an den Nagel und eröffnet einen Trödelladen, während seine Frau Schwimmstunden gibt, um auf diese Weise zum Lebensunterhalt beizutragen.

## Merkmale und Quellen
Roverandom ist wie vergleichbare Geschichten Tolkiens aus dieser Zeit noch eine sehr episodenhafte Erzählung, die strukturell in drei etwa gleich lange Teile (auf der Erde, dem Mond und unter Wasser) zerfällt und nur durch die Figuren der Zauberer (Psammathos am Meeresstrand, den Mann im Mond und Artaxerxes im Reich der Seejungfrauen) zusammengehalten wird.
Ungewöhnlich im Hinblick auf Tolkiens späteres Werk sind zahlreiche Elemente, die eher dem klassischen Märchen zugeordnet werden können, kaninchenreitende Mondgnome etwa, die aus Schneeflocken Pfannkuchen backen, oder Elfen, die in von Fischen gezogenen Muschelkutschen fahren. Sie zeigen, dass sich Tolkiens entschiedene Antipathie gegen verniedlichende fairy stories (märchenhafte Geschichten) zu dieser Zeit noch nicht so stark ausgeprägt hatte, wie dies ein Jahrzehnt später in seinem Vortrag On Fairy-Stories der Fall sein sollte. Dieser Eindruck wird noch durch kindersprachliche Ausdrücke wie tummy (statt stomach: Magen) oder uncomfy (statt uncomfortable: unbequem) verstärkt.
Andererseits enthält der verwendete Wortschatz auch Ausdrücke wie paraphernalia (Paraphernalien) oder phosphorescent (phosphoreszierend), die sich in der Kinderliteratur eher selten finden und sowohl von Tolkiens Vorstellung, dass Kinder nicht vor komplizierten Erwachsenenausdrücken bewahrt bleiben sollten, als auch von dessen purer Lust an der Sprache zeugen. Dies zeigt sich auch im häufigen Gebrauch von Onomatopoesie und Alliteration wie in “yaps and yelps, and yammers and yowls, growling and grizzling, whickering and whining, snickering and snarling, mumping and moaning,” Homonymen wie Persia (Persien) und Pershore (Stadt in England) oder eindrucksvoll klingenden Nonsensebildungen wie dem Psamathisten Psamathos Psamathides (abgeleitet vom griechischen psammos „Sand“; Bedeutung etwa „Sandexperte Sandmann, Sohn des Sandmanns“).
Neben solchen Sprachspielereien ohne äußeren Bezug finden sich aber auch zahlreiche Beispiele dafür, dass Tolkien aktuelle Tagesereignisse in seine Geschichte einfließen ließ. Neben den Vorkommnissen, die der Geschichte selbst zugrunde liegen, wie dem Verlust von Michaels Spielzeughund oder dem auf das angedeutete Aufwachen der großen Seeschlange zurückgeführten schweren Sturm, spielt Tolkien beispielsweise auf eine (mangels klarer Sicht) ausgefallene Mondfinsternis oder auf eine von Santorin berichtete vulkanische Explosion aus dem Mittelmeer an, ohne dass dies für seine Söhne damals wohl nachvollziehbar war.
Es ist unverkennbar, dass Tolkien in Roverandom auch auf (ihm wohlbekannte) mythologische Vorstellungen oder andere literarische Texte zurückgegriffen hat. Die griechische Mythologie ist beispielsweise mit Proteus, Poseidon und Triton, die römische mit Neptun und die jüngere Edda mit Njörðr vertreten – wie der Leser erfährt, allesamt Vorgänger des unglücklichen Artaxerxes auf dem Posten des residierenden Ozeanzauberers. Die Episode mit dem großen, weißen Drachen spielt dagegen auf die Legende vom Zauberer Merlin und König Vortigern an, in der ein roter und ein weißer Drache (Kelten und Sachsen) um die Vorherrschaft in Britannien ringen. Die norwegische Sage Heimskringla von König Olfa Tryggvason und seinem treuen Hund erklärt die Existenz eines weiteren Hundes namens Rover auf dem Meeresgrund. Die ihren eigenen Schwanz verschlingende große Midgardschlange hat Tolkien ebenfalls aus der nordischen Mythologie entnommen; sie spiegelt allerdings ein altes mythologisches Motiv wider und ist symbolisch als Ouroboros in vielen Kulturen anzutreffen. Interessanterweise wird sie in Roverandom nicht nur für Unwetter, Unterwasserbeben und -hurrikane verantwortlich gemacht; auch der Untergang von Atlantis geht der Geschichte nach auf ihr Konto; Tolkien muss sich also bereits sehr früh mit dem Atlantismythos auseinandergesetzt haben, den er in seiner späteren Mythologie auf ganz andere Weise „historisieren“ sollte. Exotischere Einflüsse verrät der "alte Mann aus dem Meer", eine Figur aus der arabischen Dichtung von Sindbad dem Seefahrer.
Weitere literarische Quellen, die Tolkien verarbeitete, sind William Shakespeares Mittsommernachtstraum, der neben einem Mann im Mond auch noch dessen Hund erwähnt, Lewis Carrolls Alice hinter den Spiegeln oder Gilbert und Sullivans Oper Trial by Jury.

## Beziehungen zur Mythenwelt Mittelerde
Schließlich nahm Tolkien auch bei seiner eigenen Mythologie Anleihen, die sich zu dieser Zeit bereits in einem fortgeschrittenen Entwicklungsstadium befand.
Bereits in seinem 1915 geschriebenen Gedicht Why the Man in the moon came down too soon findet sich die Vorstellung, der Mann im Mond lebe in einem weißen Turm; in den im Buch der verschollenen Geschichten (Book of lost Tales) veröffentlichten Aufzeichnungen ist dagegen der von träumenden Kindern besuchte Mondgarten schon vorgezeichnet. Am auffälligsten sind die Bezüge jedoch im Hinblick auf die Reise Rovers mit dem Wal Uin zur „großen Bucht des Elbenlandes hinter den verwunschenen Inseln“. Die in der Geschichte im weitesten Westen der Welt lokalisierten Berge mit der auf einem grünen Hügel gelegenen Elbenstadt entsprechen teilweise bis ins Detail Tolkiens Beschreibung von Valinor, dem paradiesischen Land der göttergleichen Valar aus seiner „ernsthaften“ Mythologie. Das zentrale Motiv der verwunschenen Inseln, die dem Normalsterblichen den Blick auf Valinor verwehren sollen, hat Tolkien somit auch in Roverandom eingeflochten; wie der Leser erschließen kann, gilt das Tabu, Valinor zu betrachten, sogar für Spielzeughunde.
Umgekehrt hat Roverandom aber auch mindestens ein späteres Werk Tolkiens direkt beeinflusst, nämlich den 1927 begonnenen Hobbit. Wegen der sehr zeitnahen Niederschrift überrascht es nicht, dass sich zwischen beiden Werken einige deutliche Parallelen finden lassen. So hat Tolkien etwa für die Mondspinnen und die im Hobbit auftretenden Spinnen des Düsterwaldes beide Male dieselbe Zeichnung verwendet; die Darstellung des großen, weißen Drachen in Roverandom und des Drachen Smaug auf der Wilderland-Karte im Hobbit ist identisch und mit wenig Fantasie lässt sich in den drei Zauberern in Roverandom (Artaxerxes, Psammathos und der Mann im Mond) bereits die Figur des Zauberers Gandalf aus dem Hobbit erahnen. War es in Roverandom noch neuartig, dass Inhalte von Tolkiens ernster Mythologie ihren Weg in eine seiner Kindererzählungen fanden, so erscheint die Verbindung beider Ebenen im Hobbit bereits viel natürlicher.

## Ausgaben (Auswahl)
- J. R. R. Tolkien: Roverandom. Harper-Collins, London 1998, ISBN 0-261-10353-9 (englische Originalfassung).
- J. R. R. Tolkien: Roverandom. Klett-Cotta, Stuttgart 1999, ISBN 3-608-93454-5 (deutsche Übersetzung).

Beide Ausgaben enthalten neben der Geschichte selbst einen einführenden Kommentar von Christina Scull und Wayne G. Hammond zur Entstehungsgeschichte des Buches und der darin enthaltenen Illustrationen.
- J. R. R. Tolkien: Roverandom. In: Tales from the perilous realm – Roverandom and Other Classic Faery Stories. Mit einem einleitenden Text von Tom Shippey HarperCollins, London 2014, ISBN 978-0-00-734816-9 (Textarchiv – Internet Archive).

Hörbuch
- J. R. R. Tolkien: Roverandom. DHV Der HörVerlag, München 2003, ISBN 3-89940-098-4. (3 Audio-CDs. Gelesen v. Ulrich Noethen in deutscher Sprache.)